# 福爾摩斯歸來記
《福爾摩斯歸來記》，此乃福爾摩斯系列的第三本短篇小說集，於1905年出版。

## 故事
此書一共結集了13個短篇故事。
- 空屋探案
- 營造商探案
- 小舞人探案
- 獨行女騎者探案
- 修院學校探案
- 黑彼得探案
- 查爾斯·奧卡斯塔·麥維頓探案
- 六座拿破崙塑像探案
- 三名學生探案
- 金邊夾鼻眼鏡探案
- 失蹤的中後衛探案
- 格蘭居探案
- 第二血跡探案